# Бунчук Марія Варфоломіївна
Марія Варфоломіївна Бунчук (нар. 1895, село Василівка Отбідо-Василівської волості Херсонського повіту Херсонської губернії, тепер Снігурівського району Миколаївської області — ?) — українська радянська діячка, ланкова колгоспу «3-й вирішальний» села Павлівки Снігурівського району Миколаївської області. Депутат Верховної Ради СРСР 1-го скликання.

## Життєпис
Народилася в бідній селянській родині. Освіта початкова. З восьмирічного віку наймитувала, працювала в сільському господарстві.
У 1928 році вступила до товариства по суспільній обробці землі (соз) в селі Павлівці.
З 1932 року — ланкова колгоспу «3-й вирішальний рік п'ятирічки» села Павлівки Снігурівського району Миколаївської області. Збирала високі врожаї бавовни.